# ボブ・ヘンリー
ロバート・クリフトン・ヘンリー（Robert Clifton Henley, 1973年1月30日 - ）は、アメリカ合衆国アラバマ州モービル出身のプロ野球監督、元プロ野球選手（捕手）。右投右打。現在はMLBのワシントン・ナショナルズで三塁コーチを務める。

## 経歴
1991年のMLBドラフト26巡目（全体685位）でモントリオール・エクスポズから指名され、プロ入り。現役時代は捕手としてプレーした。1998年7月19日のピッツバーグ・パイレーツ戦でメジャーデビューを果たし、翌20日のフィラデルフィア・フィリーズ戦ではカート・シリングからメジャー初安打を放っている。この年は41試合に出場して打率.304、3本塁打、18打点、3盗塁の成績を残したが、翌1999年に肘を痛めてからはマイナーでも出場することがほとんど無く、パイレーツ傘下でプレーの2002年に引退した。
引退後は2003年よりエクスポズ及びワシントン・ナショナルズ（2005年から）の傘下マイナー球団の監督や守備コーディネイターを歴任した。
2014年シーズンよりナショナルズの三塁コーチを務めている。

## 詳細情報

### 年度別打撃成績
| 年 度    | 球 団    | 試 合 | 打 席 | 打 数 | 得 点 | 安 打 | 二 塁 打 | 三 塁 打 | 本 塁 打 | 塁 打 | 打 点 | 盗 塁 | 盗 塁 死 | 犠 打 | 犠 飛 | 四 球 | 敬 遠 | 死 球 | 三 振 | 併 殺 打 | 打 率 | 出 塁 率 | 長 打 率 | O P S |
| -------- | -------- | ----- | ----- | ----- | ----- | ----- | -------- | -------- | -------- | ----- | ----- | ----- | -------- | ----- | ----- | ----- | ----- | ----- | ----- | -------- | ----- | -------- | -------- | ----- |
| 1998     | MON      | 41    | 132   | 115   | 16    | 35    | 8        | 1        | 3        | 54    | 18    | 3     | 0        | 2     | 1     | 11    | 0     | 3     | 26    | 4        | .304  | .377     | .407     | .846  |
| MLB：1年 | MLB：1年 | 41    | 132   | 115   | 16    | 35    | 8        | 1        | 3        | 54    | 18    | 3     | 0        | 2     | 1     | 11    | 0     | 3     | 26    | 4        | .304  | .377     | .407     | .846  |

### 年度別守備成績
| 年 度 | 球 団 | 捕手（C） | 捕手（C） | 捕手（C） | 捕手（C） | 捕手（C） | 捕手（C） | 捕手（C） | 捕手（C） | 捕手（C） | 捕手（C） | 捕手（C） |
| 年 度 | 球 団 | 試 合     | 刺 殺     | 補 殺     | 失 策     | 併 殺     | 守 備 率  | 捕 逸     | 企 図 数  | 許 盗 塁  | 盗 塁 刺  | 阻 止 率  |
| ----- | ----- | --------- | --------- | --------- | --------- | --------- | --------- | --------- | --------- | --------- | --------- | --------- |
| 1998  | MON   | 35        | 189       | 14        | 1         | 1         | .995      | 3         | 30        | 20        | 10        | .333      |
| MLB   | MLB   | 35        | 189       | 14        | 1         | 1         | .995      | 3         | 30        | 20        | 10        | .333      |

### 背番号
- 13（1998年 - 同年途中、2016年 - 2019年途中）
- 54（1998年途中 - 同年終了）
- 14（2014年 - 2015年、2019年途中 - 同年終了）
- 15（2020年 - ）